# Museum der Zivilisationen Europas und des Mittelmeers
Das Museum der Zivilisationen Europas und des Mittelmeers (französisch: Musée des Civilisations de l’Europe et de la Méditerranée, kurz: MuCEM) befindet sich im Alten Hafen von Marseille. Es wurde 2013 anlässlich der Ernennung Marseilles als Kulturhauptstadt Europas für das Jahr 2013 eröffnet.

## Architektur

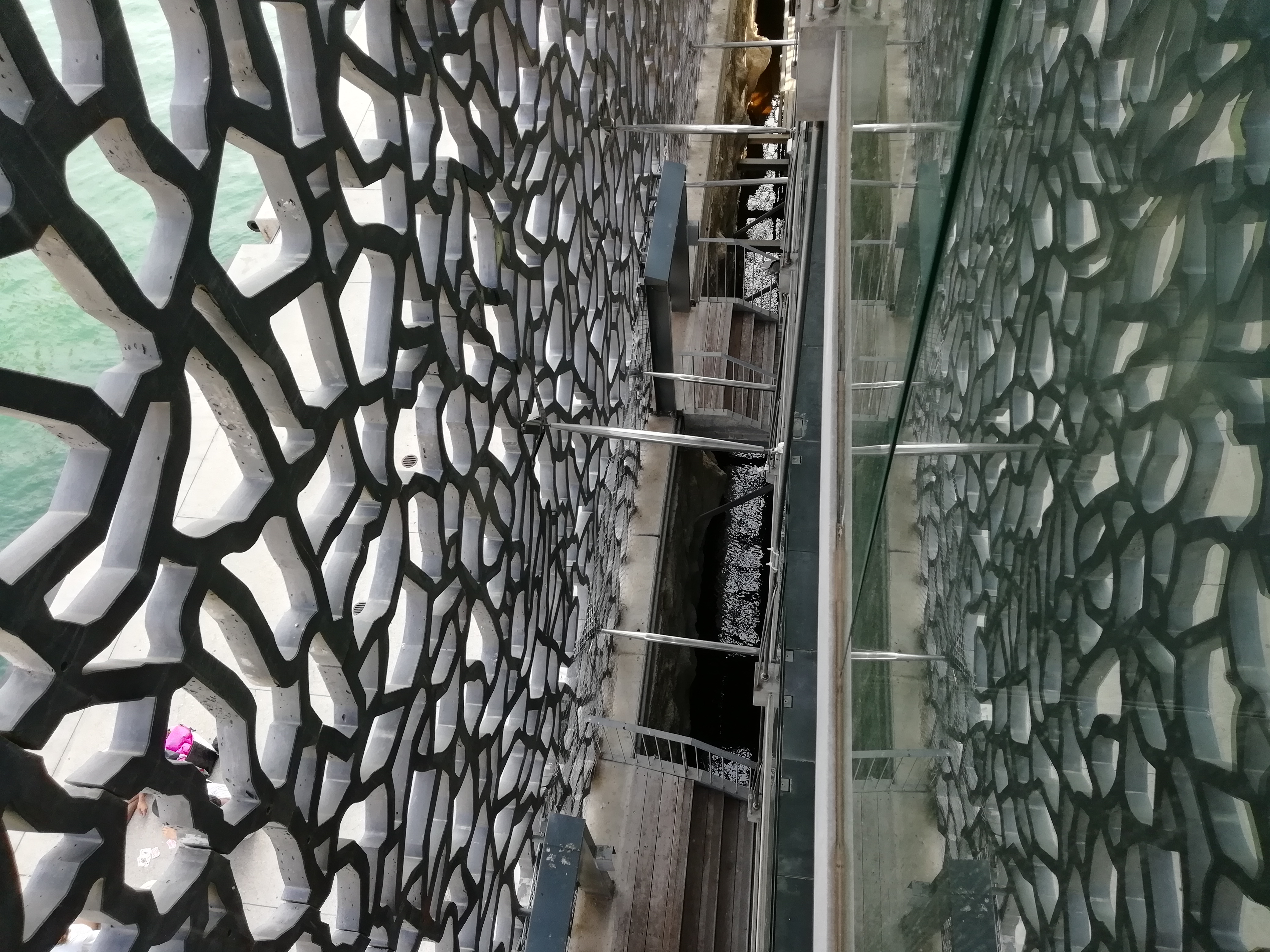
Detail der Gebäudehülle auf den Wasserseiten

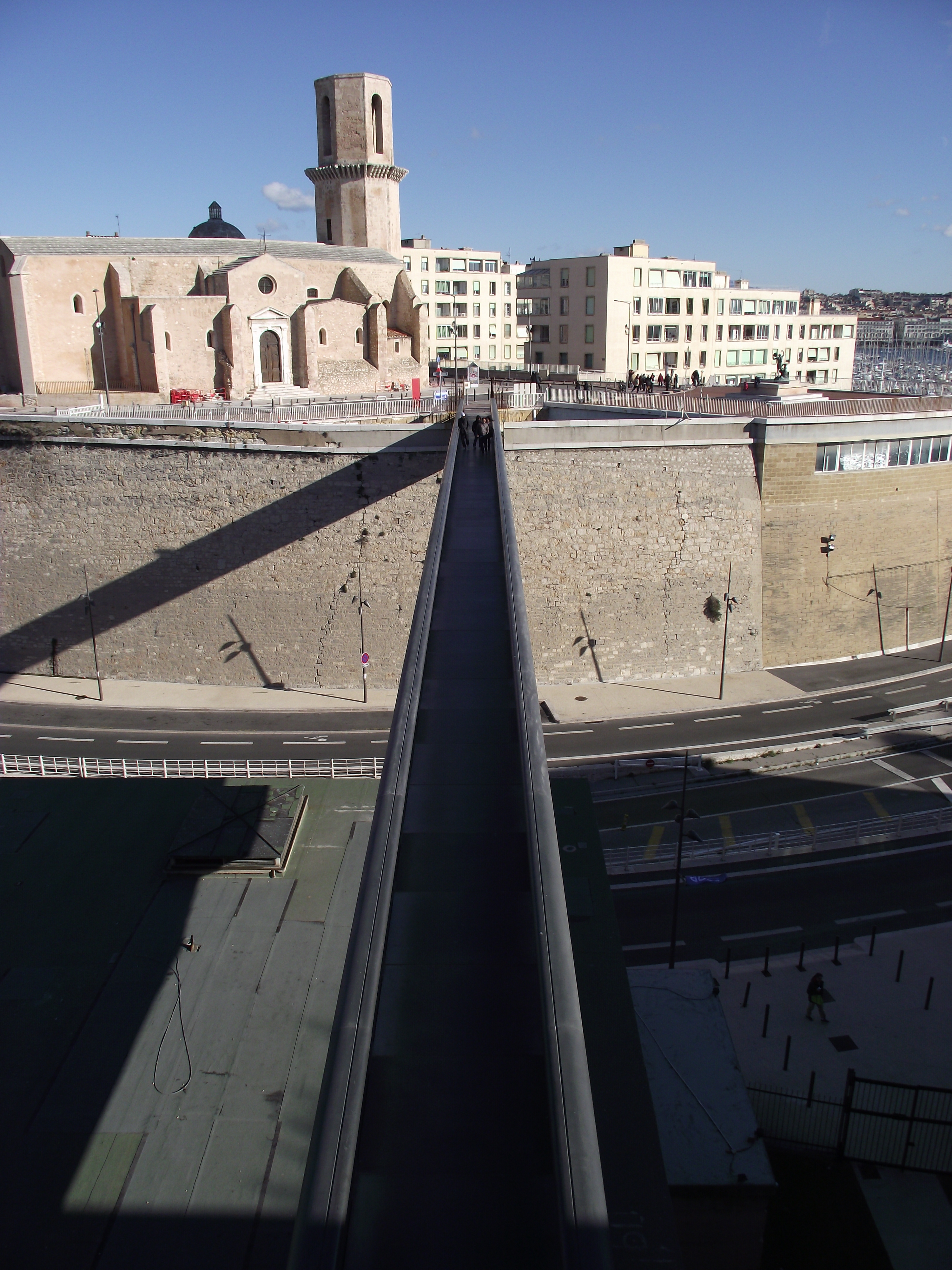
Fußgängersteg zum Fort Saint-Jean

Das Museum wurde für 190 Millionen Euro vom französischen Architekten Rudy Ricciotti errichtet. Das Museum wurde am 4. Juni 2013 durch Staatspräsident François Hollande eröffnet und am 7. Juni der Öffentlichkeit zugänglich gemacht. 
MuCEM ist an der Esplanade du J4 gelegen, einer künstlichen Halbinsel am Ausläufer des Alten Hafens. Das historische Fort Saint-Jean lässt sich über einen Fußgängersteg erreichen, der vom Dach des Gebäudes ausgeht. Neben dem MuCEM steht die Villa Méditerranée. Der Museumsbau ist kubisch angelegt und verglast. Zwei zum Hafenwasser ausgerichtete Seiten sind mit einer netzartigen Betonkonstruktion versehen. Die Besucher können auf einem Außenrundgang zwischen dem Gebäude und dem Betonnetz gehen.

## Ausstellungen
Die Dauerausstellung, Galerie de la Méditerranée, zeigt den Übergang zum Ackerbau, die Erfindung der Religionen sowie die Geburt des aufgeklärten Bürgers.
Daneben fanden sich die beiden Sonderausstellungen Le Noir et Le Bleu (Das Schwarze und das Blaue) und Au Bazar du Genre (Auf dem Bazar des Geschlechtes). Sie stellten die Geschichte des Mittelmeerraums in Hinblick auf den Kontrast zwischen europäischem und afrikanischem Leben sowie die Rolle von Frauen und Sexualität in der Region dar.

## Auszeichnung
- 2015: Museumspreis des Europarates
- 2017: Colored Concrete Works Award 2017[6]

## Film
- Das MuCEM – Ein neues Museum für Marseille. Dokumentarfilm, Frankreich, 2013, 54 Min., Buch und Regie: Samuel Lajus, Produktion: arte France, 13 Productions, MuCEM, deutsche Erstsendung: 20. Juli 2014 bei arte, Inhaltsangabe von arte.